# Scialet de la Combe de Fer
Le scialet de la Combe de Fer est un ensemble de galeries souterraines situées sous les Rochers de la Balme sur la commune de Corrençon-en-Vercors dans le Vercors, en Isère. Ce vaste réseau karstique est la neuvième cavité la plus profonde du massif du Vercors et la quinzième du département de l'Isère.

## Explorations

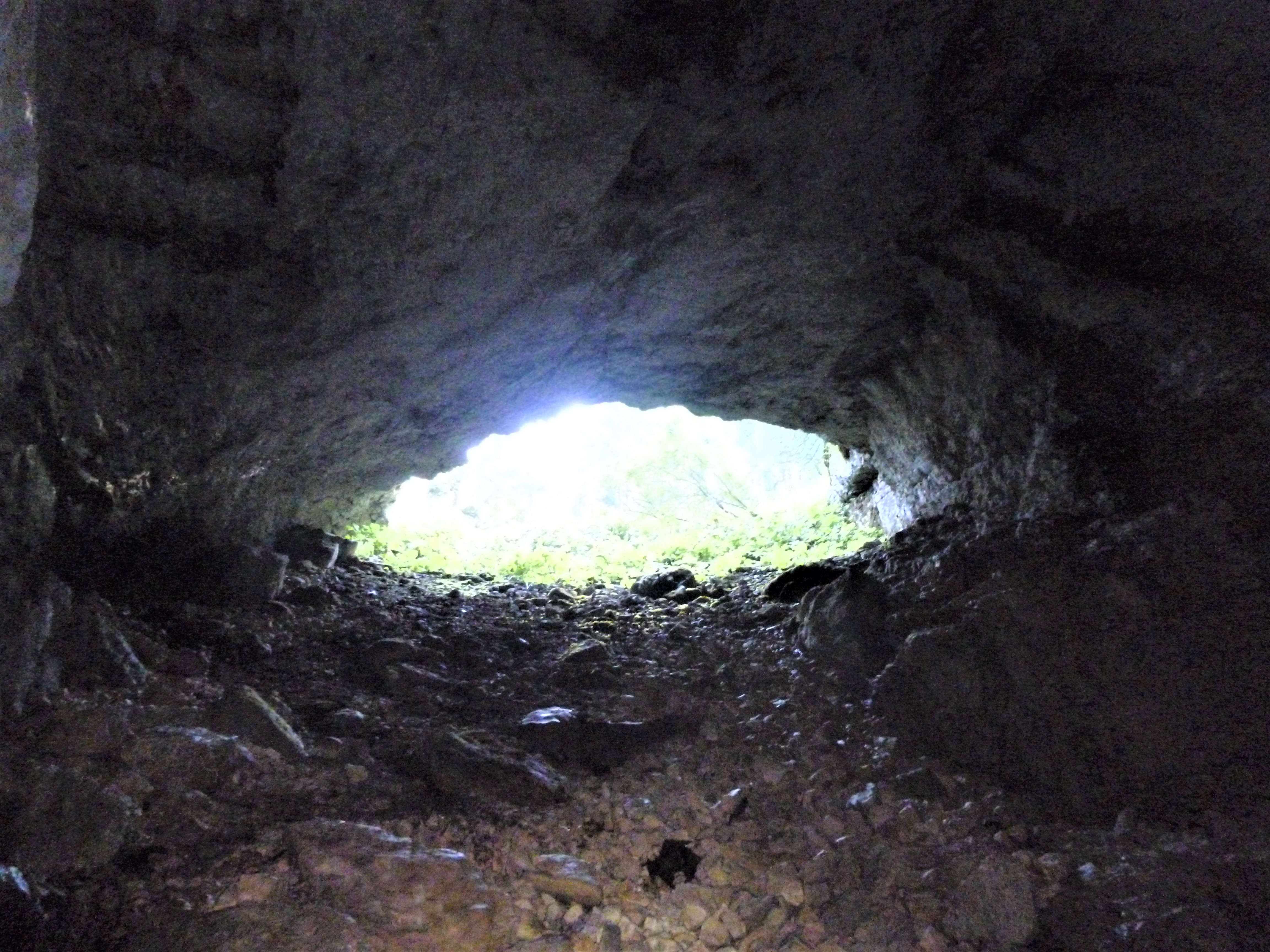
Galerie d'entrée du scialet de la Combe de Fer.

Édouard-Alfred Martel explore la cavité jusqu'à 90 mètres de profondeur mais des graffitis indiquent des visites antérieures (1853). Le spéléo club alpin de Paris avec André Bourgin, Pierre Chevalier et Raymond Gaché prennent la suite en 1937 et atteignent -183 m. Les Vertacomicoriens de L'Association Spéléo Vercors de Villard-de-Lans et les Grenoblois du Centre d'études nucléaires et des Auberges de jeunesse passent le méandre de 70 mètres en 1963. Ils stoppent au sommet du puits de la boue à 363 mètres de profondeur. La suite est poursuivie par l'AS Villard-de-Lans jusqu'au siphon terminal à -580 m en 1965. Le réseau de Juin est trouvé en juin 1966 et relié au réseau principal en 1967. Des réseaux annexes (réseau Nord, réseau du Sommeil) sont explorés jusqu'en 1973. Egalement en 1967 et dans les années 1974 et 1975 des spéléologues belges trouvent le réseau des Belges qui est jonctionné avec le puits de la Boue. Dans les années 1980 ont lieu différentes recherches dans le gouffre. La suite du réseau du sommeil est découverte en 1985 par des ardéchois de Privas et d'Aubenas. En 1996 et 1997 des spéléologues de Rhône-Alpes cherchent dans le réseau des Catas, point bas à -549 m, après la salle Jésus et trouvent la galerie Calva dans le méandre Alain. Le développement est estimé à 5000 mètres. Des gouffres situés au-dessus du scialet de la Combe de Fer (Cinq scialets, -Hachoir à Viande, , scialet Catherine, ) ont donné espoir à de nombreux spéléologues de rejoindre les galeries du scialet de la Combe de Fer mais actuellement en vain.

## Géologie et Hydrologie

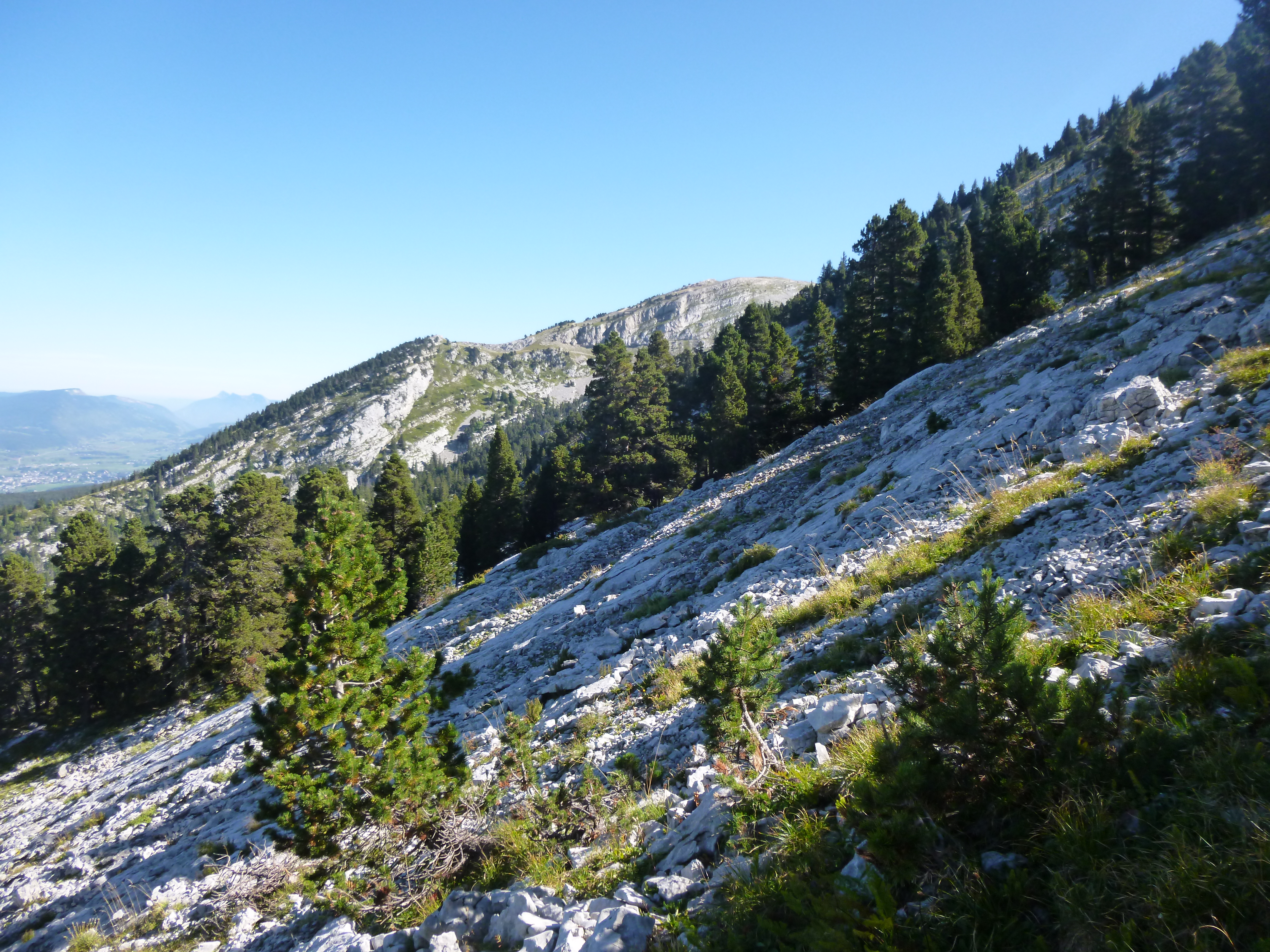
Lapiaz sous la tête des Chaudières.

La galerie d'entrée du scialet de la Combe de Fer a été recoupée par le vallon glaciaire prenant naissance sous la Tête des Chaudières. Le glacier local a pu ainsi façonner la galerie (présence de blocs morainiques) et ses eaux ont participé au développement du réseau. Le creusement des cavités date des glaciations quaternaires.  Les eaux rencontrées dans les différentes cavités ressortent à l'exsurgence de la Goule Blanche à 832 m d'altitude dans les gorges de la Bourne.